# Mamsell
Eine Mamsell (im 18. Jahrhundert aus französisch Mademoiselle ‚Fräulein‘ entlehnt) war eine leitende Hausgehilfin oder Wirtschafterin. In großen Haushalten gab es auch spezialisierte Mamsellen wie die Küchenmamsell als Leiterin des Küchenpersonals und die kalte Mamsell oder Kaltmamsell, die für kalte Speisen und Buffets verantwortlich war.

## Begriffsgeschichte

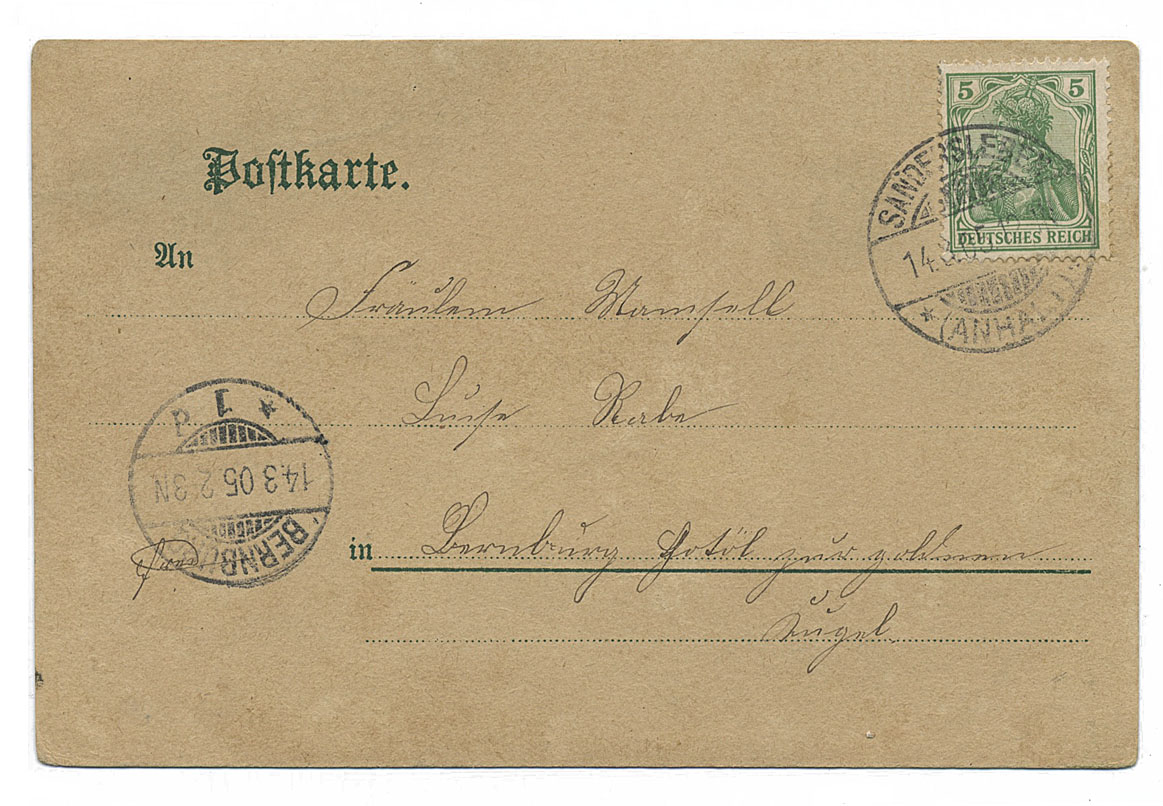
Gleichzeitiger Gebrauch der Bezeichnungen „Fräulein“ und „Mamsell“ in einer Adressierung an eine Angestellte im Hotel zur goldenen Kugel in Bernburg. „Mamsell“ wird als Berufsbezeichnung geführt.

Anfangs war „Mamsell“ eine ehrenvolle Bezeichnung für bürgerliche Mädchen beziehungsweise unverheiratete Frauen. Ernst Ludwig Heim beschrieb in seinen Lebenserinnerungen sein Werben um „Mamsell Lotte Maeker“ und Friedrich Christian Laukhard schrieb Ende des 18. Jahrhunderts: „Daß mein Weib von niederem Stande sein sollte, versteht sich von selbst; denn eine Mamsell oder Madam, ich meine ein Frauenzimmer mit einem Federhut und Schleppkleid, würde allerdings drei ††† vor mir gemacht haben und ich desgleichen vor einer solchen.“
Der Begriff wandelte sich dann zur Berufsbezeichnung (vergleiche Abbildung) und wird heute – mit Ausnahme der Kaltmamsell in der Gastronomie – nicht mehr oder nur noch scherzhaft verwendet. Die Verbindung von Familienstand und Beruf(sbezeichnung) ist auch damit zu erklären, dass viele junge Frauen vor ihrer Heirat als Mamsell arbeiteten, dabei Kenntnisse in Hauswirtschaft erwarben und den Beruf nach der Hochzeit zugunsten ihres eigenen Haushalts aufgaben.